# Jogos Olímpicos de Inverno de 1948
Os Jogos Olímpicos de Inverno de 1948, oficialmente conhecidos por V Jogos Olímpicos de Inverno, foram um evento multiesportivo celebrado no ano de 1948 em Saint Moritz na Suíça. Contou com a participação de 669 atletas, sendo 592 homens e 77 mulheres de 28 países diferentes. Os jogos se realizaram de 30 de janeiro a 8 de fevereiro e foram os primeiros em doze anos após a paralisação causada pela Segunda Guerra Mundial.

## Modalidades disputadas
- Bobsleigh
- Combinado nórdico
- Esqui alpino
- Esqui cross-country
- Salto de esqui
- Skeleton
- Hóquei no gelo
- Patinação artística
- Patinação de velocidade

Esportes de demonstração
- Biatlo
- Pentatlo de inverno

## Locais de competição
- Pista de Patinação Olímpica de Saint Moritz
- Olympia Bobrun St. Moritz-Celerina

## Países participantes

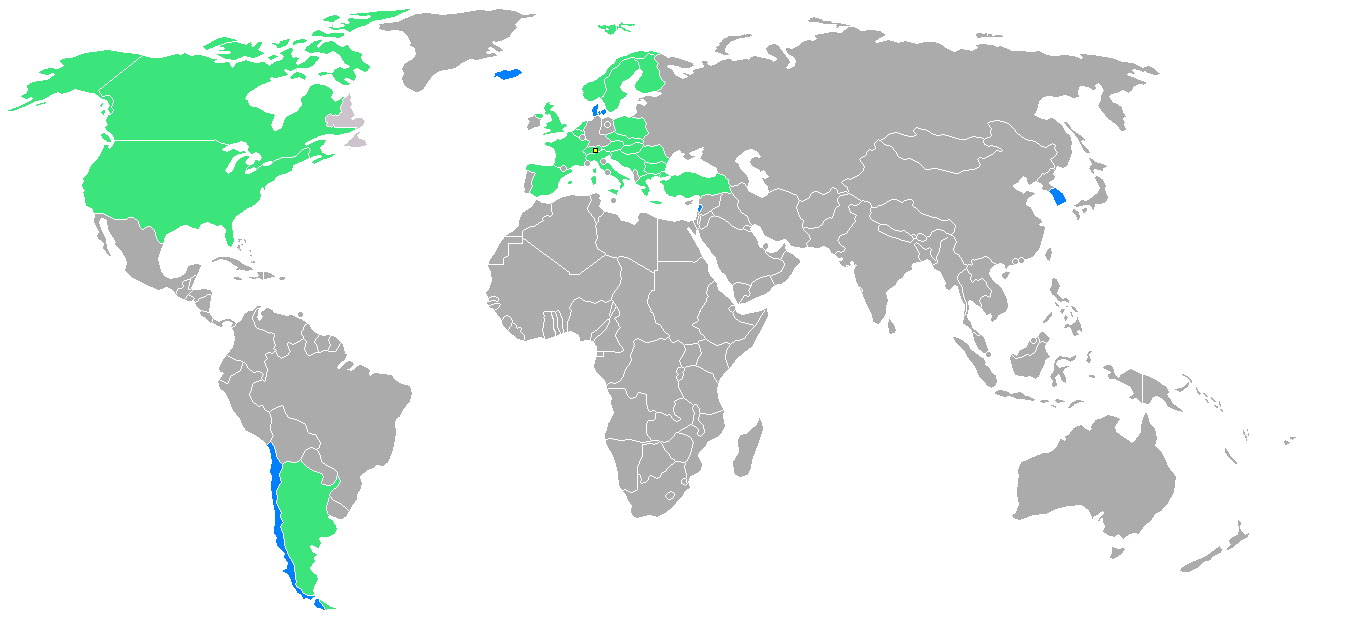
Mapa com os países participantes. Em azul os países estreantes e em verde os que estiveram na edição anterior.

Um total de 28 nações enviaram delegação para competir nos Jogos, o mesmo número da edição anterior em 1936. Chile, Coreia do Sul, Dinamarca, Islândia e Líbano enviaram representantes aos Jogos Olímpicos de Inverno pela primeira vez. Alemanha e Japão foram excluídos pelo envolvimento na Segunda Guerra Mundial. Estônia e Letônia foram anexadas pela União Soviética em 1940 e só voltariam a competir como nações independentes em 1992. A Argentina retornou os Jogos após ausência nas duas últimas edições e Austrália e Luxemburgo não enviaram representantes após terem competido nos Jogos de 1936.
Na lista abaixo, o número entre parênteses indica o número de atletas por cada nação nos Jogos:
- ARG Argentina (9)
- AUT Áustria (54)
- BEL Bélgica (11)
- BUL Bulgária (4)
- CAN Canadá (28)
- TCH Checoslováquia (47)
- CHI Chile (4)
- KOR Coreia do Sul (3)
- DEN Dinamarca (2)
- ESP Espanha (6)
- USA Estados Unidos (69)
- FIN Finlândia (24)
- FRA França (36)
- GBR Grã-Bretanha (55)
- GRE Grécia (1)
- HUN Hungria (22)
- ISL Islândia (4)
- ITA Itália (57)
- YUG Iugoslávia (17)
- LIB Líbano (2)
- LIE Liechtenstein (10)
- NOR Noruega (49)
- NED Países Baixos (4)
- POL Polônia (29)
- ROU Romênia (7)
- SWE Suécia (43)
- SUI Suíça (70)
- TUR Turquia (4)

## Quadro de medalhas
| Ordem | País               | Medalha de ouro | Medalha de prata | Medalha de bronze |    |
| ----- | ------------------ | --------------- | ---------------- | ----------------- | -- |
| 1     | NOR Noruega        | 4               | 3                | 3                 | 10 |
| 1     | SWE Suécia         | 4               | 3                | 3                 | 10 |
| 3     | SUI Suíça          | 3               | 4                | 3                 | 10 |
| 4     | USA Estados Unidos | 3               | 4                | 2                 | 9  |
| 5     | FRA França         | 2               | 1                | 2                 | 5  |

Fonte: Comitê Olímpico Internacional (Quadro de medalhas - St. Moritz 1948)